# Rufino de Asís
Rufino de Asís (Amasya, finales del siglo II-Costano, 238) fue el evangelizador y primer obispo de Asís. Es venerado como santo por diversas confesiones cristianas.

## Biografía
Rufino fue el primer obispo de Asís y responsable de la evangelización de la zona, donde llegó a comienzo del siglo III. No se conocen muchos detalles de su vida; según una passio del siglo IX, era originario de Amasia del Ponto, en Asia Menor. Viajó a Italia y llegó con su hijo Cesidio a la región de las Marcas y Umbría. Evangelizó la región y fue detenido por el procónsul Aspasio, que lo condenó. Murió mártir en 238 en el río Chiascio, cerca de Costano (actual Bastia Umbra), donde fue lanzado con una piedra en el cuello. En el Martirologio romano también consta como episcopus Marsorum ("obispo de las Marcas").

## Veneración

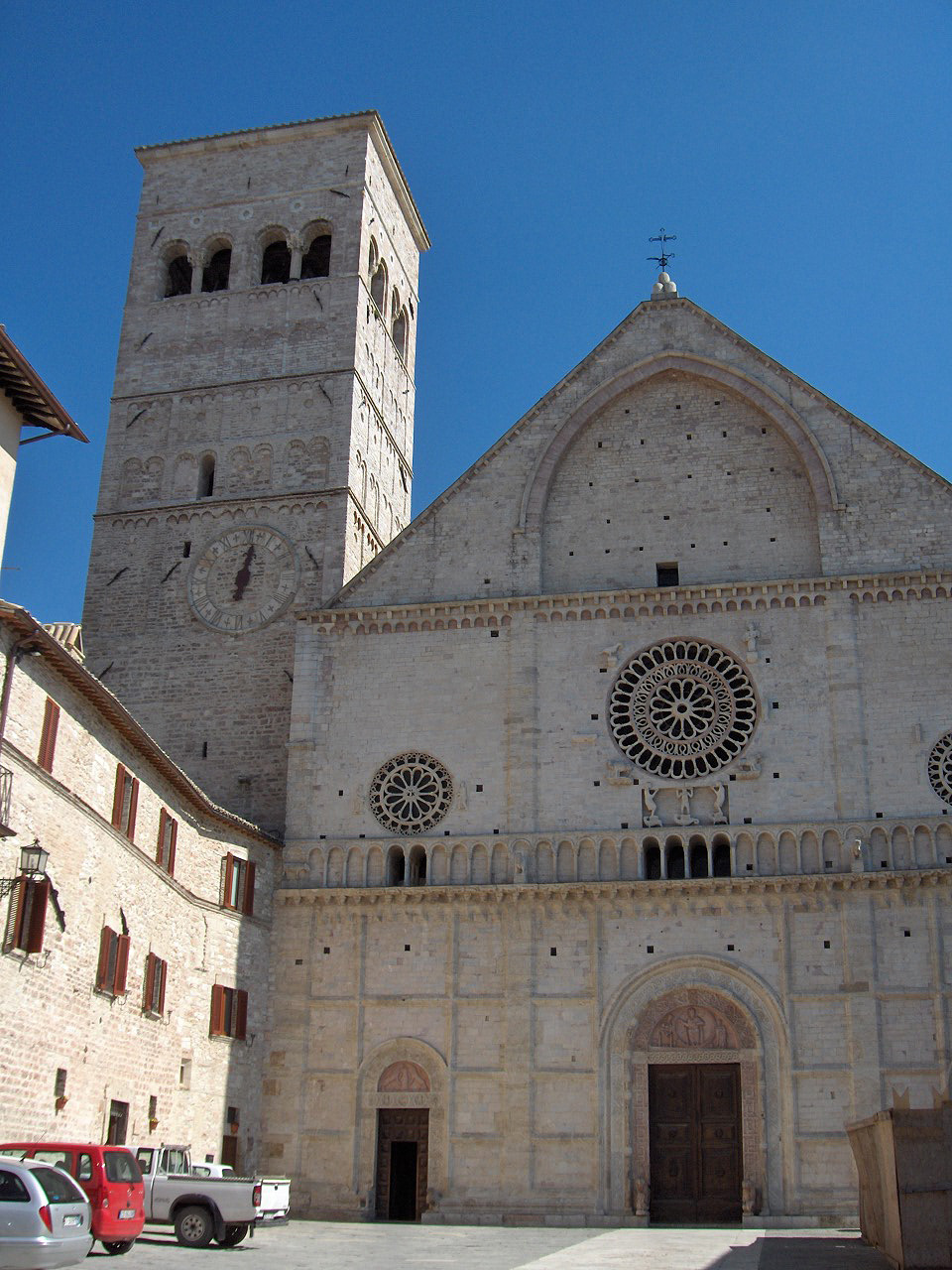
Fachada de la Catedral de San Rufino en Asís, Italia

Enterrado en Costano, la iglesia le fue dedicada en 1038; según la leyenda, la piedra que forma el altar del santuario del Santo Crocifisso era la que sirvió para el martirio del santo. Sus reliquias fueron trasladadas a Asís en el siglo VIII. Fueron enterradas en un sarcófago romano, hoy en el altar mayor de la catedral de Asís, que fue dedicada al santo.
Desde el siglo XI, la festividad es el 11 de agosto, pero comúnmente, por un error de copia, consta también en el Martirologio romano el 30 de julio.
Es el santo patrono de la ciudad de Asís, en donde se encuentra la Catedral de San Rufino.